# بيربيرانا
بلدية بيربيرانا (بالإسبانية: Berberana)‏, هي إحدى بلديات مقاطعة برغش, التي تقع في منطقة قشتالة وليون, والتي تقع في شمال غرب إسبانيا.
يبلغ عدد سكانها 86 نسمة وفقاً لإحصائية سنة (2002).